# Toledo (Canelones)
Toledo és una ciutat de l'Uruguai, ubicada al departament de Canelones, pocs quilòmetres al nord de Montevideo, la capital del país. Té llocs d'interès com el Viver Nacional, que pot ser visitat pel públic; l'Escola Militar; el Batalló 14, on es busquen cossos de desapareguts durant la dictadura militar; i l'antiga estació de ferrocarril.
Segons el cens de l'any 2004, Toledo té una població aproximada de 4.000 habitants, la majoria dels quals viatja a la capital nacional amb freqüència per assumptes laborals, ja que la ciutat serveix de dormitori per a milers de treballadors que viuen en les proximitats de la zona metropolitana de Montevideo.
Als seus voltants es poden trobar bodegues que treballen actualment, desenvolupant majoritàriament vins d'alta qualitat que es ven al mercat nacional. Actualment, l'esforç i l'experiència van fent que algunes de les marques tinguin major reconeixement i intenten traspassar fronteres.